# Peter Šťastný
Peter Šťastný (* 18. September 1956 in Bratislava, Tschechoslowakei) ist ein ehemaliger slowakischer Eishockeyspieler. Zwischen 2004 und 2014 war er Abgeordneter im Europaparlament. 

## Sportliche Karriere
Peter Šťastný begann seine Karriere in der Tschechoslowakei 1975 in der Profimannschaft von Slovan ChZJD Bratislava, wo er sich zu einem Topscorer entwickelte. Bis 1980 spielte er für Bratislava, dann flüchtete er zusammen mit seinem Bruder Anton nach Nordamerika, um in der National Hockey League zu spielen.
Die beiden Brüder wurden als Free Agents von den Québec Nordiques unter Vertrag genommen und beide entwickelten sich zu wichtigen Stützen des Teams. Im Februar 1981 sorgten beide für Aufsehen, als ihnen als erstes Bruderpaar und bisher auch letztes in einem NHL-Spiel je ein Hattrick gelang bei einem 9:3-Sieg über Vancouver. Keine 48 Stunden später erzielte Peter in einem Spiel vier und Anton drei Tore, als die Nordiques mit einem 11:7 ein Spiel für sich entschieden. Peter Šťastný erzielte in seiner ersten Saison 109 Punkte (39 Tore, 70 Assists) und stellte damit einen Rookie-Rekord auf, den über zehn Jahre später der Finne Teemu Selänne knacken konnte. Außerdem wurde er mit der Calder Memorial Trophy als bester Neuprofi ausgezeichnet.
1981 schloss sich auch Marián Šťastný den Nordiques an. Peter spielte die beste Saison seiner Karriere mit 139 Punkten (46 Tore, 93 Assists), doch das Team kam in den Playoffs nicht besonders weit.

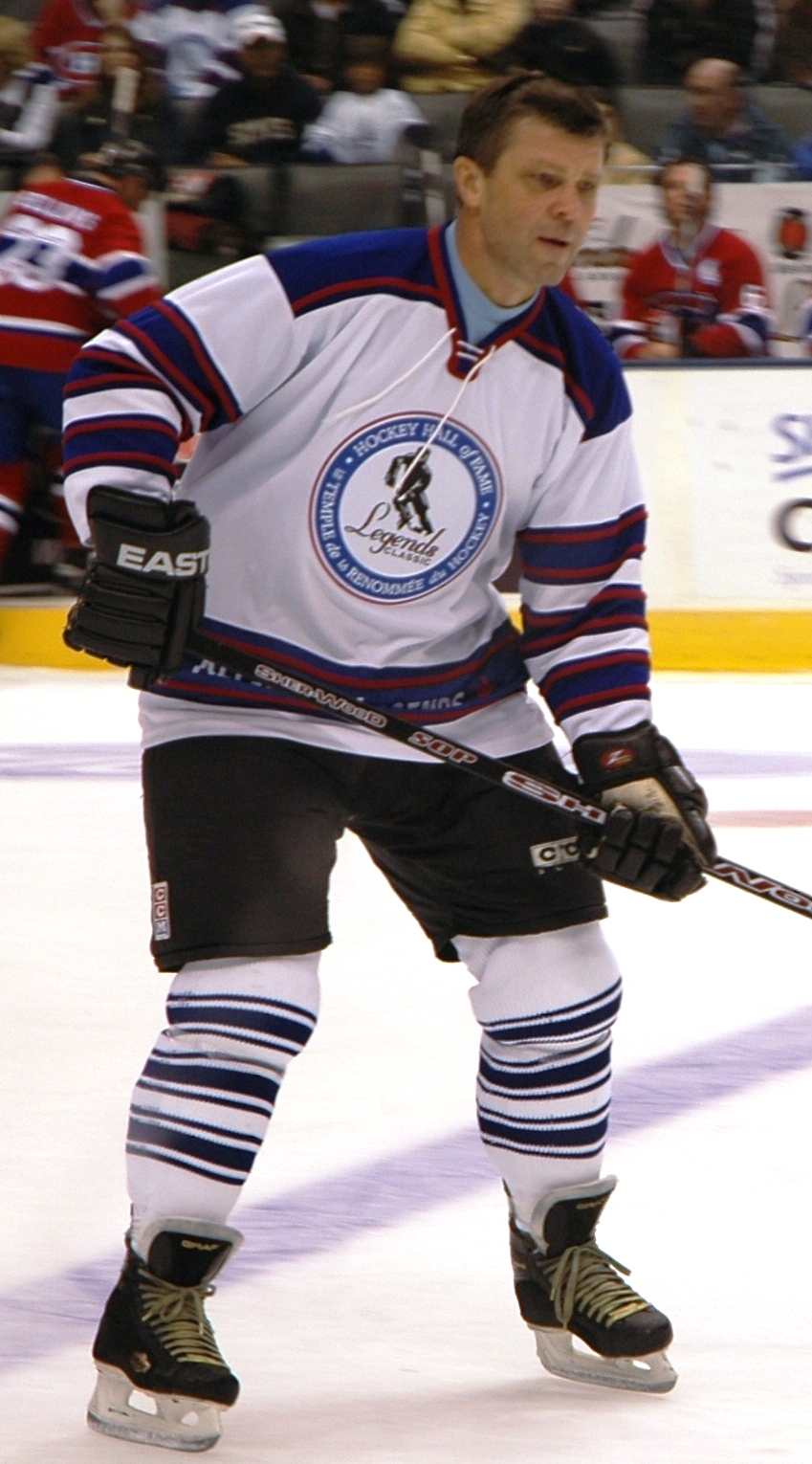
Šťastný während eines Eishockeyspiels

Das Traumduo der Nordiques war zu dieser Zeit Peter Šťastný und Michel Goulet. Beide waren die Topscorer des Teams und erreichten sehr oft mindestens je 100 Punkte pro Saison.
1984 besaß Šťastný mittlerweile die kanadische Staatsbürgerschaft und nahm mit dem kanadischen Team am Canada Cup teil. Bereits 1976 hatte er den Wettbewerb für die Tschechoslowakei bestritten. In der Tschechoslowakei nahm man den Einsatz Šťastnýs als Provokation auf und forderte das Management des kanadischen Teams auf, Šťastný nicht einzusetzen. Es blieben die einzigen Einsätze für Kanada.
Mit den Šťastný-Brüdern und Goulet nahmen die Nordiques bis 1987 regelmäßig an den Playoffs teil, doch bis ins Stanley-Cup-Finale kamen sie nie. Peter Šťastný führte die Nordiques damals als Mannschaftskapitän an. Danach ging es mit dem Team bergab und man verpasste 1988 und 1989 die Playoffs. Während der Saison 1989/90 verließen Goulet und Šťastný das Team. Goulet ging nach Chicago und Šťastný ging zu den New Jersey Devils. Doch dort blieb ebenfalls der große sportliche Erfolg aus und Šťastný punktete nicht mehr so wie in Québec.
1993 kehrte er zurück in seine Heimat und spielte in der slowakischen Liga für sein Heimatteam aus Bratislava vier Spiele und trat mit dem slowakischen Nationalteam bei den Olympischen Winterspielen 1994 in Lillehammer an. Nach den Winterspielen ging er wieder in die USA und unterschrieb einen Vertrag bei den St. Louis Blues. Doch es war nur ein relativ kurzes Gastspiel. Nach 17 Spielen in der laufenden Saison und sechs in der darauffolgenden beendete er seine Karriere.
Zu seinen Ehren hängten die Québec Nordiques nach seinem Karriereende einen Banner mit seiner Nummer 26 in die Eishockeyarena und die Nummer wurde an keinen Spieler der Nordiques mehr vergeben. Kurz darauf zog das Team nach Denver und benannte sich in Colorado Avalanche um. Šťastnýs Nummer wurde ab dem Zeitpunkt wieder vergeben.
1998 wurde er in die Hockey Hall of Fame aufgenommen und 2000 in die Hall of Fame der Internationalen Eishockeyföderation (IIHF). Seit 2002 ist er Mitglied der Slowakischen Hall of Fame. Im März 2007 wurde Peter Šťastný in das Aufnahmekomitee der Hockey Hall of Fame berufen.
Nach Wayne Gretzky war Peter Šťastný der produktivste Scorer der NHL in den achtziger Jahren.

### International
Šťastný spielte international für die Tschechoslowakei bei den Eishockey-Weltmeisterschaften 1976, 1977, 1978 und 1979 sowie dem Canada Cup 1976 und den Olympischen Winterspielen 1980.
Für Kanada lief er beim Canada Cup 1984 auf. Sein Heimatland Slowakei vertrat er bei den Olympischen Winterspielen 1994 und der B-Weltmeisterschaft 1995.

## Politische Karriere
Da er in der Slowakei immer sehr populär war und auch geblieben ist, schlug er eine Politikerlaufbahn ein, nahm an der ersten slowakischen Europawahl teil und ist seit 2004 Abgeordneter des Europäischen Parlaments für die Partei SDKÚ. Er wurde 2009 wiedergewählt, sein Mandat behielt er bis zur nächsten Europawahl 2014.

## Karrierestatistik

### International
| Vertrat die Tschechoslowakei bei: - U20-Junioren-Weltmeisterschaft 1975 - U19-Junioren-Europameisterschaft 1975 - U20-Junioren-Weltmeisterschaft 1976 - Weltmeisterschaft 1976 - Canada Cup 1976 - Weltmeisterschaft 1977 - Weltmeisterschaft 1978 - Weltmeisterschaft 1979 - Olympischen Winterspielen 1980 | Vertrat Kanada bei: - Canada Cup 1984 Vertrat die Slowakei bei: - Olympischen Winterspielen 1994 - B-Weltmeisterschaft 1995 |

(Legende zur Spielerstatistik: Sp oder GP = absolvierte Spiele; T oder G = erzielte Tore; V oder A = erzielte Assists; Pkt oder Pts = erzielte Scorerpunkte; SM oder PIM = erhaltene Strafminuten; +/− = Plus/Minus-Bilanz; PP = erzielte Überzahltore; SH = erzielte Unterzahltore; GW = erzielte Siegtore; 1 Play-downs/Relegation; Kursiv: Statistik nicht vollständig)

## Erfolge und Auszeichnungen
| - 1979 Tschechoslowakischer Meister mit Slovan ChZJD Bratislava - 1980 Zlatá hokejka - 1981 Teilnahme am NHL All-Star Game - 1981 Calder Memorial Trophy - 1982 Teilnahme am NHL All-Star Game - 1983 Teilnahme am NHL All-Star Game | - 1984 Teilnahme am NHL All-Star Game - 1986 Teilnahme am NHL All-Star Game - 1988 Teilnahme am NHL All-Star Game - 1998 Aufnahme in die Hockey Hall of Fame - 2000 Aufnahme in die IIHF Hall of Fame - 2002 Aufnahme in die Slowakische Hockey Hall of Fame (Austritt 2008) |

### International
| - 1975 Silbermedaille bei der U19-Junioren-Europameisterschaft - 1976 Bronzemedaille bei der U20-Junioren-Weltmeisterschaft - 1976 Goldmedaille bei der Weltmeisterschaft - Goldmedaille bei der Europameisterschaft - 1976 Silbermedaille beim Canada Cup - 1977 Goldmedaille bei der Weltmeisterschaft - Goldmedaille bei der Europameisterschaft - 1978 Silbermedaille bei der Weltmeisterschaft - Silbermedaille bei der Europameisterschaft | - 1979 Silbermedaille bei der Weltmeisterschaft - Silbermedaille bei der Europameisterschaft - 1984 Goldmedaille beim Canada Cup - 1994 All-Star-Team der Olympischen Winterspiele - 1995 Aufstieg in die A-Gruppe bei der B-Weltmeisterschaft - 1995 Topscorer der B-Weltmeisterschaft - 1995 Bester Stürmer der B-Weltmeisterschaft - 1995 All-Star-Team der B-Weltmeisterschaft |

## Familie
Mit Peter Šťastný zusammen waren insgesamt fünf Mitglieder der Familie in der NHL aktiv, oder spielen immer noch dort. Sein älterer Bruder Marián absolvierte 322 Spiele, sein jüngerer Bruder Anton 650. Peter Šťastnýs Söhne Yan und Paul waren respektive sind ebenfalls in der NHL aktiv.